# Pied-noir

Símbolo usado pelas asscociações pós-independência

Pied-Noir (pronúncia em francês: [pjenwaʁ], Pé-Negro), plural Pieds-Noirs, é um termo usado para fazer referência aos cidadãos franceses, e outros de ascendência europeia, que viveram no Norte da África francês, nomeadamente a Argélia francesa, o Protetorado Francês do Marrocos ou o Protetorado Francês da Tunísia, por várias gerações, até ao fim da governação francesa no norte de África entre 1956 e 1962. Em particular, o termo Pieds-Noirs é utilizado para aqueles cidadãos descendentes de europeus que "regressaram" a França assim que a Argélia se tornou independente, ou nos meses seguintes.
Os europeus chegaram à Argélia, como imigrantes, a partir da zona ocidental do Mar Mediterrâneo (em particular de França, Espanha, Itália e Malta), desde 1830. A expressão também é, por vezes, usada para incluir os sefarditas, que se tinham estabelecido no Magrebe, bem antes de 1830, mas muitos dos quais também emigraram após 1962. A partir da invasão francesa de 18 de Junho de 1830, até à sua independência, a Argélia fazia parte administrativa de França (“departamentos franceses” em 1848), e a sua população europeia era designada por argelinos ou colons (colonos), enquanto que os cidadãos muçulmanos da Argélia eram chamados de árabes, indígenas muçulmanos; os muçulmanos chamavam-lhes de roumis ou gaouris.
O termo Pieds-Noirs começou a ser utilizado pouco depois do fim da guerra de independência da Argélia em 1962. De acordo com o último censo na Argélia, realizado a 1 de Junho de 1960, existiam 1 050 000 de cidadãos não-muçulmanos (10% do total da população, incluindo 130 000 judeus argelinos).
Durante a Guerra da Argélia, os Pieds-Noirs apoiaram a administração colonial francesa na Argélia, sendo opositores dos grupos nacionalistas argelinos, tais como Frente de Libertação Nacional (FLN) e o Movimento Nacional Argelino (MNA). As raízes do conflito têm origem nas desigualdades políticas e econômicas com origem na governação francesa, tal como a procura de uma posição de liderança para as culturas e regras berbere, árabe e islâmica que existiam antes da conquista francesa. O conflito contribuiu para a queda da Quarta República Francesa e do êxodo em massa de europeus e judeus argelinos para França.
Depois da independência da Argélia em 1962, cerca de 800 000 Pieds-Noirs de nacionalidade francesa foram evacuados para França, enquanto 200 000 decidiram permanecer na Argélia. Destes últimos, cerca de 100 000 ainda viviam no país e, no final da década de 1960, eram 50 000 os que ainda lá viviam.
Aqueles que partiram para França foram vítimas do ostracismo da esquerda, devido à alegada exploração dos nativos muçulmanos, e alguns culparam-nos pela guerra, dando origem, assim, a uma turbulência política que levou ao colapso da Quarta República Francesa. Na cultura popular, a comunidade é muitas vezes representada como tendo sido retirada da cultura da França e pertencendo à da Argélia. Assim, a história recente dos pieds-noirs tem sido marcada por um duplo sentimento: afastamento da sua terra-natal; e da sua terra de adoção. Embora a expressão rapatriés d'Algérie (“repatriados da Argélia”) tenha inerente o fato de, em tempos passados, terem vivido em França, eles nasceram na Argélia, e muitas famílias ali viveram durante várias gerações.

## Alguns pieds-noirs célebres
- Albert Camus, Prémio Nobel da literatura de 1957
- Bertrand Delanoë, prefeito de Paris
- Jacques Attali, economista
- Just Fontaine, futebolista artilheiro da Copa do Mundo de 1958
- Louis Althusser, filósofo marxista
- Yves Saint-Laurent, costureiro
- Claudia Cardinale, atriz
- Frida Boccara, cantora